# Anthony Kiedis
 Der er for få eller ingen kildehenvisninger i denne artikel, hvilket er et problem. Du kan hjælpe ved at angive troværdige kilder til de påstande, som fremføres i artiklen.

Anthony Kiedis (født 1. november 1962 på St. Mary's Hospital, Grand Rapids, Michigan USA) er forsanger i bandet Red Hot Chilli Peppers.
Hans far, John Kiedis (også kendt under navnet Blackie Dammett), var tidligere skuespiller, og indtil 2005 formand for bandets fanklub, Rockinfreakapotamus. Moren hedder Margaret "Peggy" Idema.
Hele familien flyttede senere til Los Angeles, men Anthony og hans mor flyttede tilbage til Michigan igen i 1968, hvorefter hans forældre blev skilt. I en alder af 11 flyttede Anthony tilbage til Los Angeles, fordi han savnede sin far.
I 1977 begyndte Anthony i skole, hvor han mødte sine kommende bandmedlemmer Hillel Slovak, Jack Irons og Michael Balzary (Flea). I starten var det Jack, der skulle synge, og Anthony, der skulle spille på trommer, men han opgav det. Senere forlod Jack og Hillel bandet, men Hillel kom senere igen. Hillel døde senere af en overdosis heroin, hvilket skræmte Anthony meget, fordi han også selv var på stoffer. I dag er Anthony stoffri, og det har han været siden den 25. december 2000, hvilket han selv siger skyldes Flea: "Han kiggede mig ind i øjnene med sine smukke blå øjne og sagde: "Jeg elsker dig og jeg vil ikke have at du skal dø"."
Anthony Kiedis blev far for første gang, da hans daværende kæreste Heather Christie, tirsdag den 2. oktober 2007 fødte sønnen Everly Bear Kiedis på Cedars Sinai Hospital i Los Angeles.
Han har blandt andet skrevet en selvbiografi, Scar Tissue, hvor han beskriver alt om sit liv, sine erotiske oplevelser og bandet Red Hot Chili Peppers.
Kiedis har optrådt i mange forskellige film.

## Filmografi
- The Chase
- Tough Guys
- Brave New World
- Back to the future 2
- Jokes My Father Never Told Me
- Back to the future 3
- Freestyle
- It's a mille from Her to Glory og Point Break